# Хельмова Падь
Хельмова Падь (англ. Helm's Deep, тж. встречаются версии перевода Хельмово ущелье) — в легендариуме Толкина большая долина, расположенная в северо-западных отрогах хребта Эред Нимрайс (в переводе с синдарина — «Белые горы»).
Среди рохиррим существует поверье, что пока у Хельмовой Пади есть защитники, она никогда не будет захвачена врагами.

## Описание
Северный вход в долину перекрывался группой холмов естественного происхождения, получивших название Хельмовой Крепи (англ. Helm's Dike), на которых располагалась построенная в древности нуменорцами крепость Хорнбург (англ. Hornburg), через которую открывался вход в Блистающие Пещеры Агларонда (англ. Aglarond).

## История
Изначально долина и крепость были небольшим гондорским подразделением, однако после того, как земли Каленардона были отданы во владение народу рохиррим (получив название Рохана), долина и крепость стали опорным пунктом для сил Рохана, охраняющих броды через Изен.
Своё название эта долина получила после событий роханско-дунландской войны 2758–59 гг. Третьей Эпохи, когда в крепости в Хельмовой Пади укрылся король Хельм Роханский и множество местных жителей. В ней они выдержали жестокую блокаду во время Долгой Зимы 2758–59 гг., в ходе которой погибли многие рохиррим, включая и самого Хельма, насмерть замёрзшего на склонах Хельмовой Крепи.
В годы Войны Кольца войско Рохана во главе с королём Теоденом выдержало в этой же самой крепости осаду соединённого войска орков Сарумана и обитателей Дунланда.
После публикации «Властелина колец» Толкин написал об истории Рохана в сочинениях, ныне собранных его сыном Кристофером в «Неоконченных преданиях Нуменора и Средиземья». В них говорится, что крепости Агларонд и Ангреност (затем переименованная рохирримами в Хорнбург и Изенгард соответственно) были построены Гондором для охраны склонов Ущелья Рохана. Как и Ангреност на севере, Агларонд на юге изначально хорошо охранялся, но по мере того, как население Каленардона сокращалось, Агларонд подзабросили оставив там только небольшой гарнизон стражи, который породнился с дунландцами. Когда Кирион, Наместник Гондора, отдал провинцию Гондора Каленардон Эотеоду, Агларонд был передан в ведение Рохирримов, которые назвали его Сутбург («Южная крепость» на староанглийском языке — иначе Хорнбург). Гондорская гвардия была объединена с гвардией Изенгарда. Охрана Фордов первоначально была разделена между Гондором и Роханом, но позже обеспечивалась только рохирримами.
После войны кольца Гимли, с группой гномов из Эребора, основал в пещерах Хельмовой Пади поселение и начал разработку пещер. А  во 2-м году 4-й Эпохи короновал себя королём Агларонда. По соглашению с королем Рохана и маршалом Вестфолда, Агларонд включал в себя пещеры и Хельмову Падь вплоть до стен Хорнбурга. Так как массив горы Трихим никак не использовался Роханом, гномы исследовали его и обратили в свою собственность в 17-м году 4-й Эпохи. В 20-м году через гору был пробит туннель с южной стороны. Благодаря своему искусству дипломата и переговорщика королю Гимли удалось купить у Рохана западные склоны Белых гор и долину между горой Трихим и истоками реки Адорн в 40-м году.